# Goldkernbeißer
Der Goldkernbeißer (Mycerobas icterioides) ist eine Art aus der Familie der Stieglitzartigen. Die Art kommt ausschließlich in Asien vor. Die IUCN stuft die Art als  (=least concern – nicht gefährdet) ein.

## Erscheinungsbild

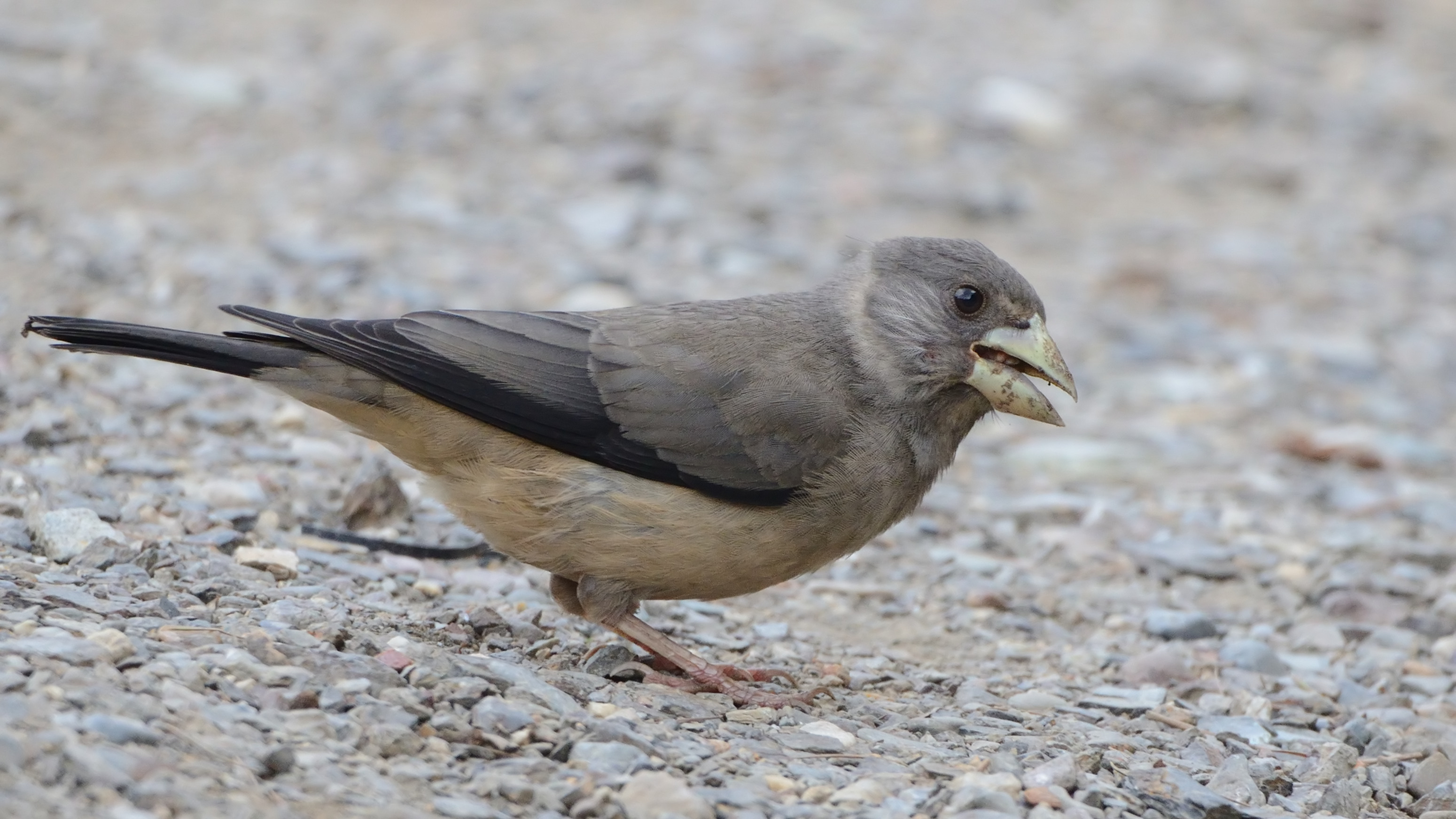
Goldkernbeißer, Weibchen

Der Goldkernbeißer erreicht eine Körperlänge von 23 Zentimetern. Ein Geschlechtsdimorphismus besteht. Die Weibchen des Goldkernbeißers sind deutlich unscheinbarer gefärbt. Die Männchen des Goldkernbeißers weisen dagegen eine große Ähnlichkeit mit den Männchen der Gelbschenkel-Kernbeißer auf. Bei Goldkernbeißern sind die schwarzen Partien des Gefieders jedoch kleiner. Der Unterschied fällt vor allem am Kopf auf.
Das Männchen hat einen schwarzen Kopf, ein schwarzes Kinn und eine schwarze Kehle. Auch die Schwingen und der Schwanz sind schwarz. Das übrige Körpergefieder ist leuchtend gelb, was zu der deutschen Bezeichnung Goldkernbeißer geführt hat. Die Weibchen sind weniger kontrastreich gefärbt. Bei ihnen sind der Kopf und die restlichen Körperoberseite dunkelgrau. Am Bürzel und an den Oberschwanzdecken geht die Gefiederfärbung in ein rötliches Braun über. Flügel und Schwanzfedern sind wie beim Männchen schwarz. Der Bauch und die Unterschwanzdecken sind hellbraun, die Brust ist graubraun. Bei beiden Geschlechtern sind die Augen braun.

## Lebensweise
Das Verbreitungsgebiet des Goldkernbeißers erstreckt sich vom Nordosten Afghanistans über den Norden Pakistans und Indiens bis nach Tibet. Der Goldkernbeißer ist ein Vogel der Höhenlagen. Während des Sommerhalbjahres hält er sich in Höhen zwischen 2500 und 3000 Metern auf. Während der Winterzeit sucht er niedrigere Lagen auf. Außerhalb der Fortpflanzungszeit ist er meist in kleinen Schwärmen anzutreffen. Er sucht häufig am Boden nach Nahrung. Das Nahrungsspektrum umfasst Triebe von Nadelbäumen und Sämereien verschiedener Pflanzen.
Das Nest ist napfförmig und wird meist sechs bis zwanzig Meter über dem Erdboden errichtet. Das Gelege umfasst zwei bis drei Eier.

## Haltung in menschlicher Obhut
Goldkernbeißer wurden das erste Mal 1885 im Zoo von London gezeigt. Sie werden bis heute gelegentlich importiert. Von einer Zucht in europäischer Haltung ist nichts bekannt. Dabei kann eine Rolle spielen, dass bei den wenigen Importen der Anteil der kontrastreich gefärbten Männchen den Anteil der weniger attraktiv gefärbten Weibchen deutlich übersteigt.

## Belege